# Opel Speedster

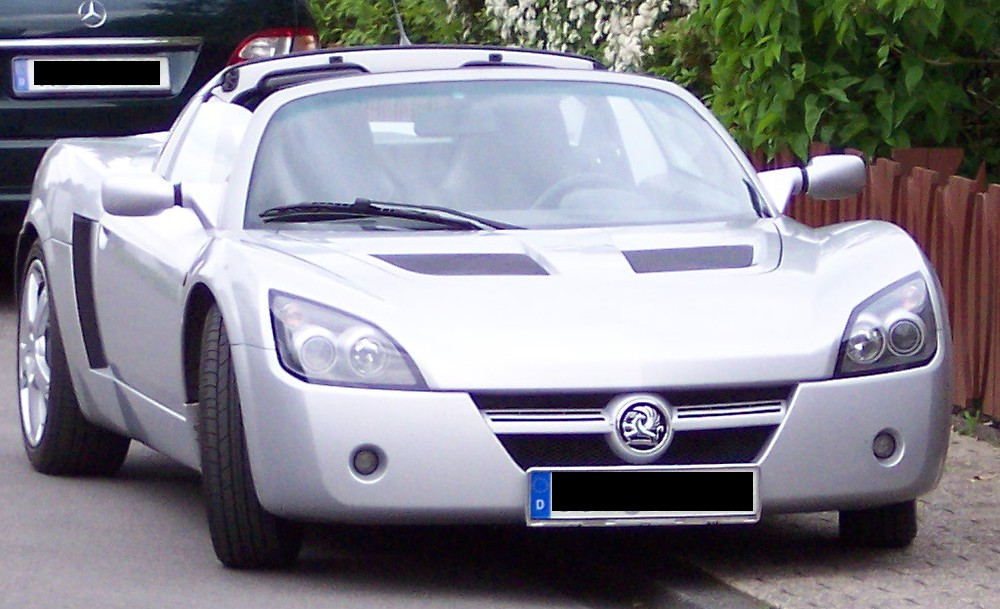
Vauxhall VX220

De Opel Speedster is een roadster van de Duitse autobouwer Opel. Het model werd in samenwerking met Lotus ontwikkeld dat een min of meer gelijk model uitbracht als de Lotus Elise. Het is de enige Opel waarvan het chassis uit glasvezel en aluminium bestaat en met middenmotor. Het principe was om een zo licht mogelijke auto te bouwen. Daartoe had de Speedster zelfs geen vloermatten. De auto is in 2005 uit productie genomen, er zijn er slechts 187 in Nederland verkocht. In modeljaar 2007 werd Opel Speedster opgevolgd door de Opel GT.
Het geplande productie-aantal van 10.000 stuks heeft de fabrikant niet gehaald, maar Opel wist nog altijd 7.207 stuks te produceren. In september 2000 zag de eerste Speedster het levenslicht. In september 2005 zou de laatste van de band rollen, maar Opel heeft het productie-einde naar voren gehaald.

## Bijzonderheden

### Opel Speedster
- vier cilinder in lijn
- vier kleppen per cilinder
- motorinhoud: 2198 cc
- 147 pk
- gewicht: 870 kilogram
- 0-100 km/h in 5,9 s
- topsnelheid: 217 km/h
- Motortype: z22se

### Opel Speedster Turbo
- vier cilinder in lijn
- vier kleppen per cilinder
- motorinhoud: 1998 cc
- 200 pk
- gewicht: 930 kilogram
- 0-100 km/h in 4,9 s
- topsnelheid: 243 km/h

### Opel Eco Speedster

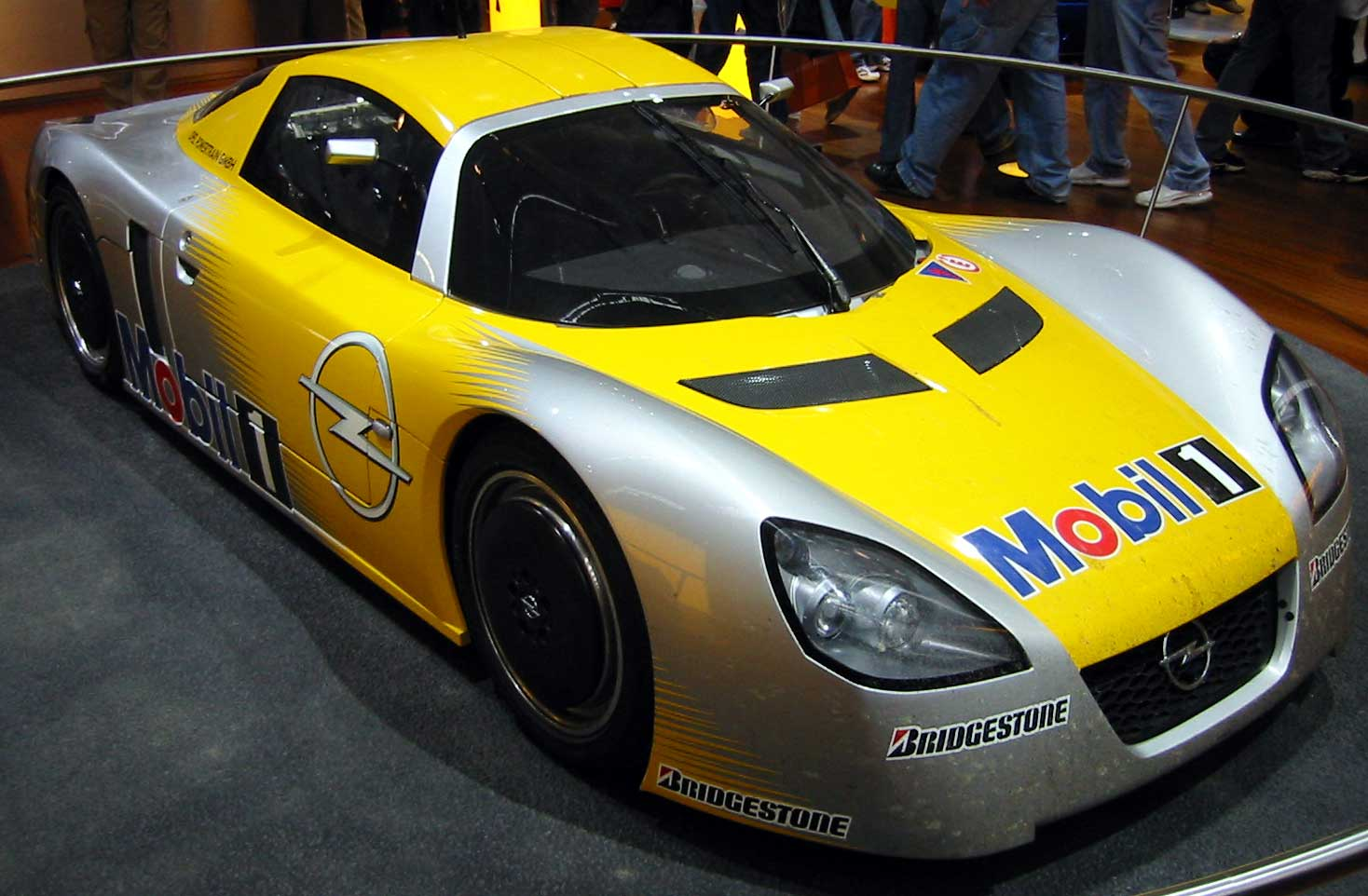
Opel Eco Speedster

Op het autosalon van Parijs van 2002 werd een prototype voorgesteld met een 1.3 liter dieselmotor. De 112 pk zou een topsnelheid van 250 km per uur moeten mogelijk maken, onder andere dankzij betere aerodynamica en een carrosserie van koolstofvezel. Het gemiddelde brandstofverbruik zou rond de 2,5 liter per 100 km liggen.